# Lophura (oiseau)
Cet article concerne le genre d'oiseaux. Pour le genre d'algues, voir Lophura (algue).
Genre
Lophura est un genre d'oiseaux qui regroupe des faisans de la famille des Phasianidae.

## Liste d'espèces
D'après la classification de référence (version 3.1, 2012) du Congrès ornithologique international (ordre phylogénique) :
- Lophura leucomelanos – Faisan leucomèle
- Lophura nycthemera – Faisan argenté
- Lophura edwardsi – Faisan d'Edwards
- Lophura swinhoii – Faisan de Swinhoe
- Lophura hoogerwerfi – Faisan de Sumatra
- Lophura inornata – Faisan de Salvadori
- Lophura erythrophthalma – Faisan à queue rousse
- Lophura ignita – Faisan noble
- Lophura diardi – Faisan prélat
- Lophura bulweri – Faisan de Bulwer

Le Faisan du Viêt Nam (Lophura hatinhensis) est considéré comme une espèce à part entière par le Congrès ornithologique international à partir de sa version 3.1 (2012).